# 越前岬

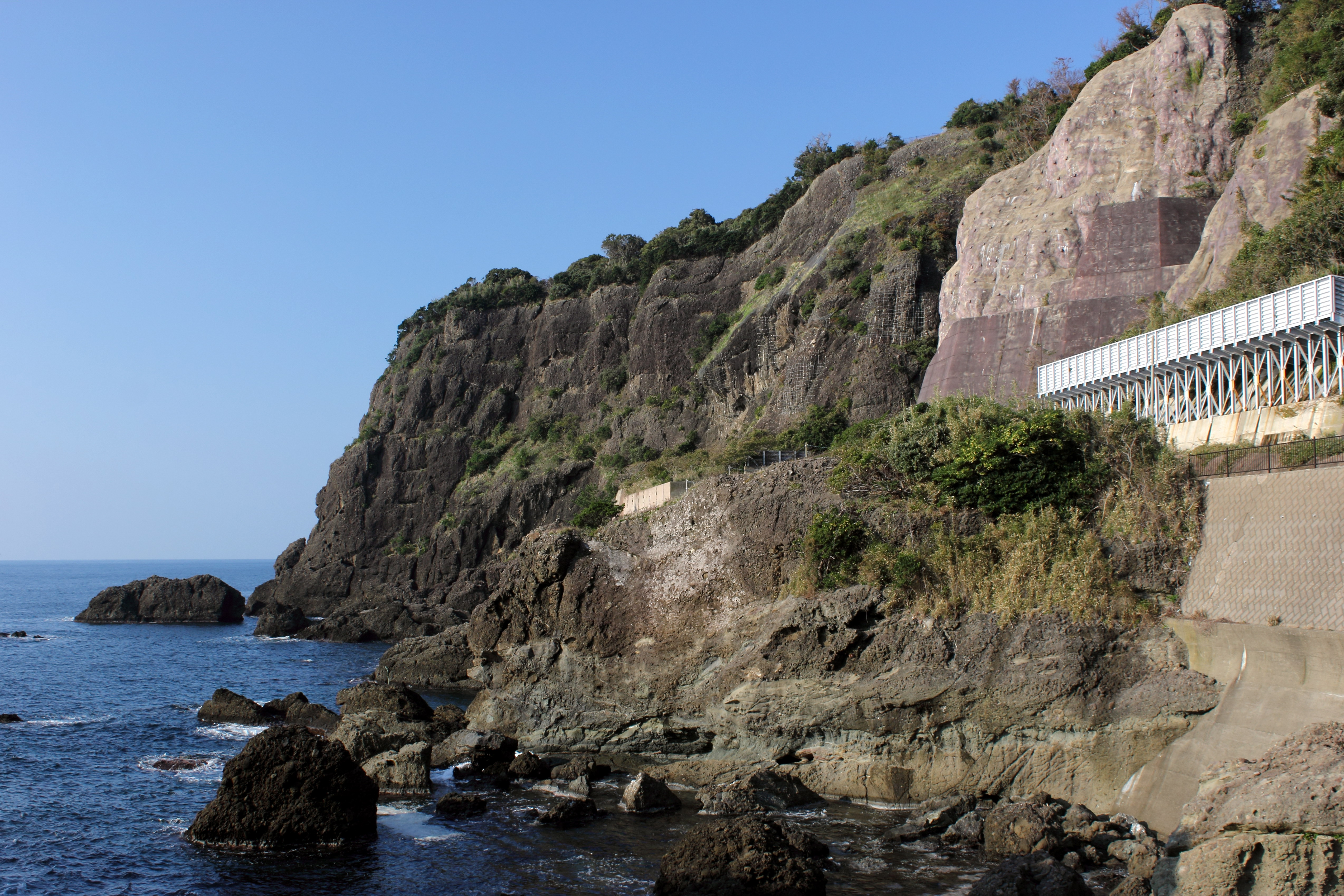
越前岬

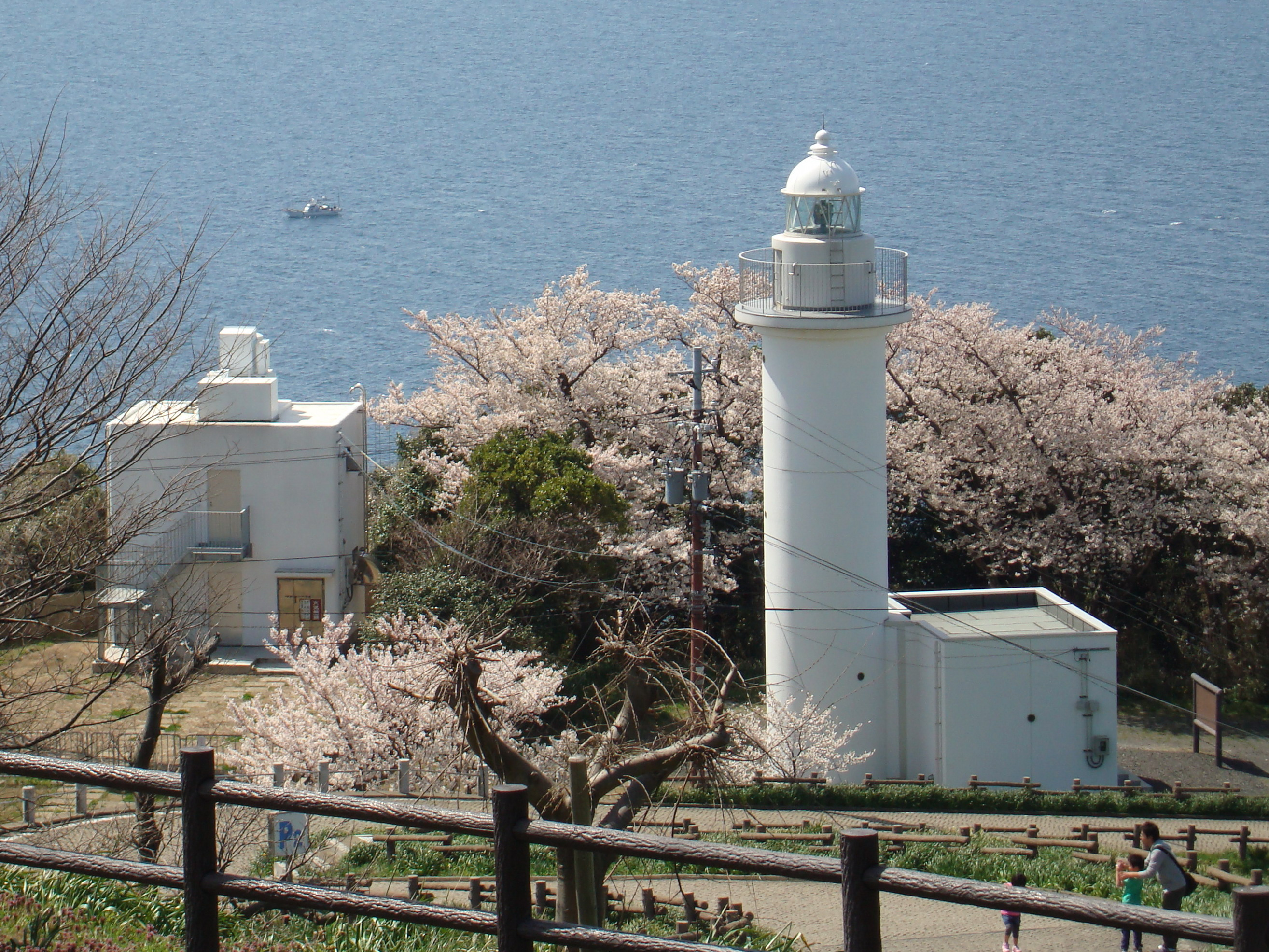
越前岬灯台

越前岬（えちぜんみさき）は、福井県丹生郡越前町血ヶ平に位置し、日本海（若狭湾東端）に面する岬。北緯35度58分54秒 東経135度57分27秒 / 北緯35.98167度 東経135.95750度座標: 北緯35度58分54秒 東経135度57分27秒 / 北緯35.98167度 東経135.95750度。越前加賀海岸国定公園の特別保護区に指定されている。

## 地理
丹生山地の山腹急斜面が直接日本海に臨む地形で、礫岩層の海食崖が連なり、海蝕洞や奇岩奇石が点在する越前海岸の代表的な景勝地である。海食崖は数キロメートルにわたって続いており、高さは100メートルに及ぶ場所もある。重要文化的景観に選定されており、日本の夕陽百選にも選ばれている。
岬上、海抜133m地点に越前岬灯台が立つ（1940年（昭和15年）3月29日初点灯、光達28海里）。
越前岬周辺は急峻な断崖地形で土壌層が著しく薄層であるため、植生にとって特殊な条件下にあるが、広大なスイセン畑がみられる。スイセンの花期は12月から2月。越前岬灯台の近くには越前岬水仙ランドも整備されている。なお、スイセンは福井県の県花ともなっている。
夏鳥や冬鳥の渡りの経路上にあり、血ヶ平付近のケヤキやエノキの成木林は休息地になっている。

## 交通
- 北陸新幹線ほか 福井駅から
  - 京福バス 70系統 運動公園線（道守高校先回り）で「運動公園三丁目」または74系統 清水グリーンラインで「清水プラント3」にて福井交通のデマンドタクシー（要予約）「ほやほや号」茱崎ルートに接続。「水仙ランド」または「水仙ランド入口」下車。8・12・16時台の3便のみ福井駅西口より西へ約400mの「駅前大通り」から「ほやほや号」茱崎ルートに乗車できる。
- 織田バスターミナルセンターから
  - 越前町コミュニティバス「フレンドリー号」越前地区巡回ルートで「なぎさの湯」にて越前地区乗合ルートに接続。「越前岬水仙ランド」（福井交通「水仙ランド入口」バス停留所と同一地点）下車。越前地区巡回ルートは月曜日から金曜日までの運行、越前地区乗合ルートは月曜日・水曜日・金曜日の運行、祝日も運行する。
- E8 北陸道 鯖江ICから福井県道39号鯖江インター線、国道8号、福井県道104号鯖江織田線、国道365号、国道305号経由 約30km。